# China Wuxi Jilun Cycling Team
China Wuxi Jilun Cycling Team is een wielerploeg die een Chinese licentie heeft. De ploeg bestaat sinds 2011. China Wuxi Jilun Cycling Team komt uit in de Continentale circuits van de UCI. Weirong Tang is de manager van de ploeg.

## Samenstellingen

### 2014
| Naam              | Geboortedatum     | Nationaliteit | Ploeg 2013                    |
| ----------------- | ----------------- | ------------- | ----------------------------- |
| Yonghui Cai       | 3 maart 1993      | China         |                               |
| Tjarco Cuppens    | 20 mei 1976       | Nederland     | Lapierre Asia Cycling Team    |
| Menglong Li       | 3 augustus 1988   | China         |                               |
| Heng Liu          | 13 mei 1992       | China         |                               |
| Gleb Moissejew    | 24 augustus 1984  | Rusland       |                               |
| Jonas Orset       | 29 september 1990 | Noorwegen     | Team People4you-Unaas Cycling |
| Zhihao Peng       | 9 februari 1992   | China         |                               |
| Liangyou Qi       | 24 oktober 1990   | China         |                               |
| Douglas Repacholi | 19 januari 1988   | Australië     |                               |
| Yuanxin Zhang     | 16 juli 1991      | China         |                               |

### 2013
| Naam                              | Geboortedatum    | Nationaliteit | Ploeg 2012 |
| --------------------------------- | ---------------- | ------------- | ---------- |
| Simon Buttner (vanaf 1 november)  | 14 juni 1992     | Frankrijk     | Neo        |
| Yonghui Cai                       | 3 maart 1993     | China         |            |
| Sébastien Jullien                 | 31 januari 1987  | Frankrijk     |            |
| Menglong Li                       | 3 augustus 1988  | China         |            |
| Julien Liponne (vanaf 1 november) | 1 februari 1983  | Frankrijk     | Neo        |
| Heng Liu                          | 13 mei 1992      | China         |            |
| Gleb Moissejew                    | 24 augustus 1984 | Rusland       |            |
| Zhihao Peng                       | 9 februari 1992  | China         |            |
| Liangyou Qi                       | 24 oktober 1990  | China         |            |
| Douglas Repacholi                 | 19 januari 1988  | Australië     |            |
| Yuanxin Zhang                     | 16 juli 1991     | China         |            |